# Rafael Garcia
Rafael Garcia (Los Angeles, 19 december 1988) is een Amerikaans voetballer die in 2012 een contract tekende bij Los Angeles Galaxy.

## Clubcarrière
Garcia werd als achtendertigste, in de tweede ronde van de MLS Supplemental Draft 2012, gekozen door Los Angeles Galaxy. Hij maakte zijn debuut voor de club op 20 juni 2012 in een met 3-2 gewonnen wedstrijd tegen Real Salt Lake. Op 21 maart 2014 werd bekend dat hij deel was van een groep spelers van Los Angeles Galaxy die werden verhuurd aan LA Galaxy II, dat uitkomt in de USL Pro. Op 23 maart 2014 maakte hij tegen de Orange County Blues zijn debuut voor LA Galaxy II.